# Nordholm (Filmreihe)
Nordholm ist eine Fernsehfilmreihe des ZDF, die seit Februar 2015 in unregelmäßigen Abständen ausgestrahlt wird.

## Inhalt
Die Fernsehreihe handelt von den beiden Polizisten Hella Christensen und Simon Kessler. Hella Christensen wohnt mit ihrer Familie im fiktiven Nordholm und arbeitet auch dort, später erst wird sie nach Kiel versetzt und quittiert schließlich nach dem Scheitern ihrer Ehe den Dienst. Simon Kessler ist ein Einzelgänger und arbeitet eigentlich für die Polizei in Hamburg, kommt aber nach der Schließung der Polizeistation in Nordholm für die Ermittlungen immer wieder dorthin. Christensen und Kessler lösen gemeinsam immer wieder Kriminalfälle, die das Städtchen erschüttern. Ab der Folge „Die Frau im Meer“ übernimmt Lena Jansen die Nachfolge von Hella Christensen und löst gemeinsam mit Kessler zunächst das Verschwinden Christensens.

## Besetzung
| Schauspieler        | Rollenname           | Episoden | Zeitraum         | Rolle                              |
| ------------------- | -------------------- | -------- | ---------------- | ---------------------------------- |
| Heino Ferch         | Simon Kessler        | 1–       | 2015–            | Polizist                           |
| Isabell Polak       | Lena Jansen          | 7–       | 2023–            | Polizistin und Hellas Nachfolgerin |
| Barbara Auer        | Hella Christensen    | 1–8      | 2015–2023        | Polizistin                         |
| Rainer Bock         | Johannes Christensen | 1–6      | 2015–2020        | Hellas Mann                        |
| Chris Veres         | Martin Christensen   | 1–2      | 2015             | Sohn von Hella und Johannes        |
| Luke Matt Röntgen   | Sven Christensen     | 1–2      | 2015             | Sohn von Hella und Johannes        |
| Finn Fiebig         | Sven Christensen     | 3–4      | 2019             | Sohn von Hella und Johannes        |
| Nick Julius Schuck  | Sven Christensen     | 5–       | 2020–            | Sohn von Hella und Johannes        |
| Gustav Peter Wöhler | Uwe Hahn             | 1–       | 2015–            | Hotelier                           |
| Anja Kling          | Silke Broder         | 1–4, 7–  | 2015–2019, 2023– | Nachbarin und Freundin von Hella   |
| Jörg Schüttauf      | Hauke Broder         | 1–2      | 2015             | Silkes Mann                        |
| Patrick von Blume   | Hauke Broder         | 7–       | 2023–            | Silkes Mann                        |
| Lilly Barshy        | Charlotte Broder     | 1–       | 2015–            | Tochter von Silke und Hauke        |

## Episodenliste
| Nr. | Originaltitel                 | Erstausstrahlung | Regie         | Drehbuch                      | Zuschauer             |
| --- | ----------------------------- | ---------------- | ------------- | ----------------------------- | --------------------- |
| 1   | Tod eines Mädchens (1)        | 9. Februar 2015  | Thomas Berger | Stefan Holtz, Florian Iwersen | 7,18 Mio. (21,1 % MA) |
| 2   | Tod eines Mädchens (2)        | 11. Februar 2015 | Thomas Berger | Stefan Holtz, Florian Iwersen | 8,02 Mio. (24,7 % MA) |
| 3   | Die verschwundene Familie (1) | 7. Januar 2019   | Thomas Berger | Thomas Berger                 | 6,95 Mio. (21,4 % MA) |
| 4   | Die verschwundene Familie (2) | 8. Januar 2019   | Thomas Berger | Thomas Berger                 | 6,75 Mio. (20,7 % MA) |
| 5   | Das Mädchen am Strand (1)     | 6. Januar 2020   | Thomas Berger | Thomas Berger                 | 6,27 Mio. (19,2 % MA) |
| 6   | Das Mädchen am Strand (2)     | 8. Januar 2020   | Thomas Berger | Thomas Berger                 | 6,18 Mio. (19,8 % MA) |
| 7   | Die Frau im Meer (1)          | 2. Januar 2023   | Thomas Berger | Thomas Berger                 | 6,99 Mio. (23,4 % MA) |
| 8   | Die Frau im Meer (2)          | 3. Januar 2023   | Thomas Berger | Thomas Berger                 | 6,33 Mio. (22,0 % MA) |

## Drehorte

### Allgemein
Die Außenaufnahmen fanden u. a. in Lütjenburg (Niederstraße) statt, z. B. für die „Buchhandlung Broder“ sowie vor der Kirche gegenüber.
Die Polizeistation befindet sich im Hafen von Stubbekøbing in Dänemark. Das Gebäude ist der ehemalige Bahnhof und heute eine Weinhandlung. Von dort fährt die Museumsfähre „IDA“ zur Insel Bogø.
Die Aufnahmen, wenn die Protagonisten im Auto über Brücken fahren, zeigen meist die alte „Storstrømsbroen“ oder die neue Autobahnbrücke von Havnsø über Farø nach Sjælland (Richtung Kopenhagen). Der gezeigte Damm, auf dem gefahren wird, liegt zwischen Bogø und Møn.
Die gezeigten Kreidefelsen sind die Kreidefelsen von Møn. Die Szenen im Wald spielen ebenfalls dort. In einigen Szenen fährt die Fähre vor den Kreidefelsen im Hintergrund.
Das Hotel, in dem Simon Kessler übernachtet, befindet sich westlich von Hohwacht an der Ostseeküste.

### Hauptorte der jeweiligen Filme

#### Tod eines Mädchens
Die Seebrücke, unter der das tote Mädchen (Jenni Broder) gefunden wird, ist die Seebrücke von Alt-Hohwacht. Die Luftbildaufnahmen des Ortes zeigen ebenfalls diesen Ortsteil.

#### Die verschwundene Familie
Die Seebrücke, vor der das verlassene Auto steht, ist die Seebrücke von Kellenhusen. Auch in dieser Episode werden eine ganze Reihe Szenen auf der Seebrücke von Alt-Hohwacht gedreht.

#### Das Mädchen am Strand
Die Ferienwohnung, die Hella Christensen übergangsweise bewohnt, ist Teil der Ferienanlage von Klintholm (auf der Insel Møn).
Das Lokal am Strand ist das „Strandhaus“ Schwedeneck.

#### Die Frau im Meer
Die Ferienwohnung, die Hella Christensen weiterhin bewohnt, ist Teil der Ferienanlage von Klintholm (auf der Insel Møn).
Die Seniorenresidenz steht im Hafen von Großenbrode an der Hafenspitze.
Auch in dieser Episode gibt es ein paar Szenen, für die das Strandhaus Schwedeneck genutzt wurde.

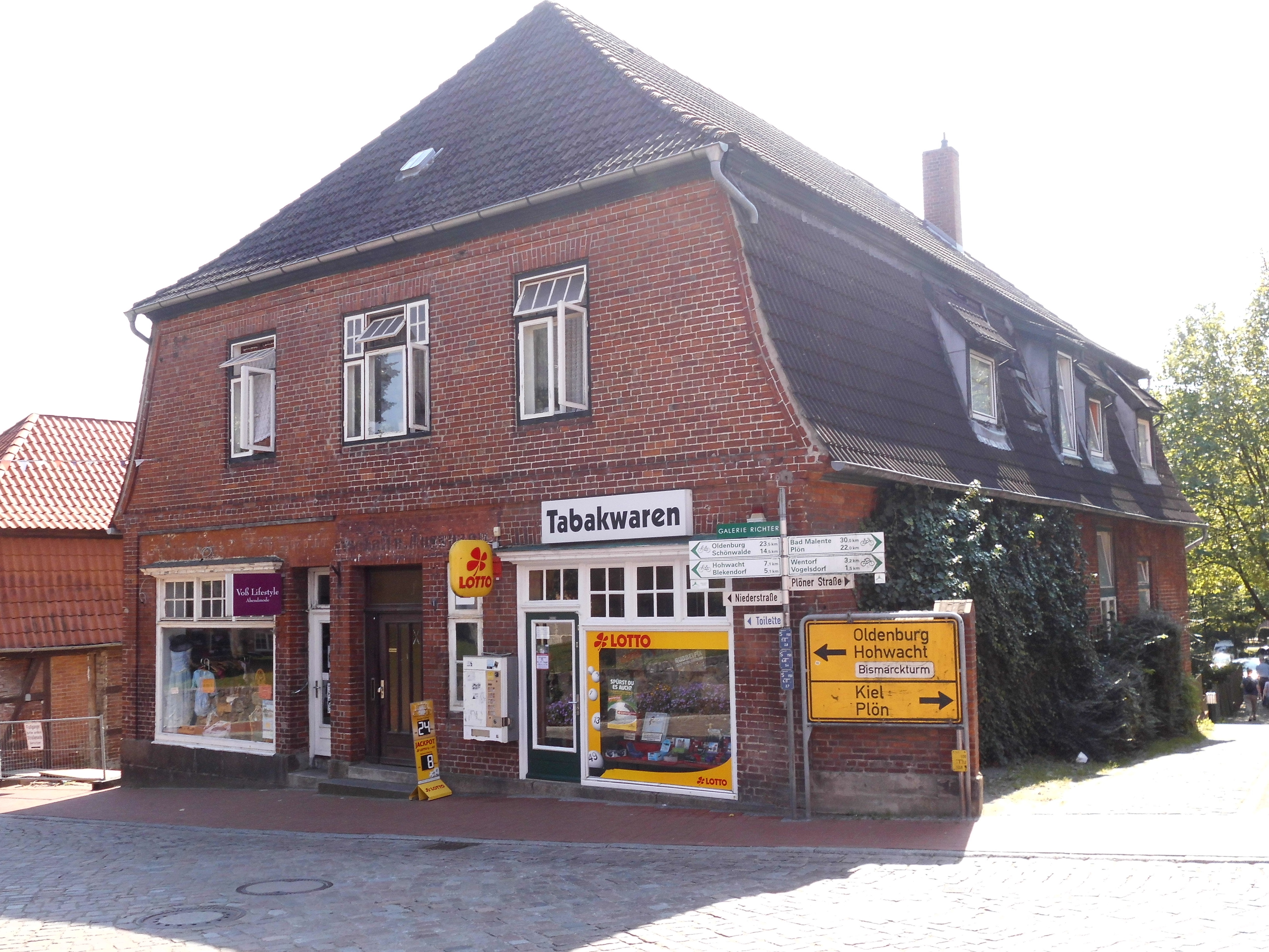
Diente als Buchhandlung Broder: Das Haus Niederstrasse 1 in Lütjenburg